# Трима мъже и една малка дама
„Трима мъже и една малка дама“ (на английски: Three Men and a Little Lady) е американска комедия от 1990 г. на режисьора Емил Ардолино. Той е продължение на „Трима мъже и едно бебе“ (1987). Том Селек, Стив Гутенбърг и Тед Дансън повтарят главните си роли.